# Liste de films tournés au Maroc
Un certain nombre d'œuvres cinématographiques et télévisuelles ont été tournés au Maroc.
Voici une liste à compléter de films, téléfilms, feuilletons télévisés, films documentaires... tournés au Maroc.

## Lieux à déterminer
- 1982 :  Les P'tites Têtes de Bernard Ménez[1]
- 2009 : Micmacs à tire-larigot de Jean-Pierre Jeunet[2]

- Haut – A
- B
- C
- D
- E
- F
- G
- H
- I
- J
- K
- L
- M
- N
- O
- P
- Q
- R
- S
- T
- U
- V
- W
- X
- Y
- Z

## B
- Haut – A
- B
- C
- D
- E
- F
- G
- H
- I
- J
- K
- L
- M
- N
- O
- P
- Q
- R
- S
- T
- U
- V
- W
- X
- Y
- Z

- Belksayri
  - 2006 : Wouja'e Trabe de Chafik Shimi et Redouane Kasmi

- Ben Guerir
  - 2013 : Paris à tout prix de Reem Kherici

- Benslimane
  - 1993 : La Règle de l'homme de Jean-Daniel Verhaeghe

## C
- Haut – A
- B
- C
- D
- E
- F
- G
- H
- I
- J
- K
- L
- M
- N
- O
- P
- Q
- R
- S
- T
- U
- V
- W
- X
- Y
- Z

- Casablanca
  - 1918 : Mektoub de Joseph Porphyre Pinchon
  - 1922 : Les Hommes nouveaux de Édouard-Émile Violet et Émile-Bernard Donatien
  - 1936 : Le Roman d'un spahi de Michel Bernheim
  - 1946 : Children of Destiny de Marc Maillaraky
  - 1955 : Oasis de Yves Allegret
  - 1960 : Vers l'extase de René Wheeler
  - 1962 : Tartarin de Tarascon de Francis Blanche et Raoul André
  - 1970 : Patton de Franklin J. Schaffner
  - 1976 : Emanuelle nera - Orient Reportage de Joe D'Amato
  - 1981 : Transes de Ahmed El Maânouni
  - 1985 : Casablanca, Casablanca de Francesco Nuti
  - 1987 : Issue de secours de Thierry Michel
  - 1987 : Dernier été à Tanger de Alexandre Arcady
  - 1987 : Gambit (de) téléfilm de Peter F. Bringmann (de)
  - 1991 : Le Vent de la Toussaint de Gilles Behat
  - 1993 : La Règle de l'homme de Jean-Daniel Verhaeghe
  - 1994 : La Vengeance d'une blonde de Jeannot Szwarc
  - 1995 : Arthur Rimbaud, l'homme aux semelles de vent téléfilm de Marc Rivière
  - 1997 : Soleil de Roger Hanin
  - 1999 : Mon père, ma mère, mes frères et mes sœurs… de Charlotte de Turckheim
  - 2000 : Ali Zaoua, prince de la rue de Nabil Ayouch
  - 2001 : Spy Game : Jeu d'espions de Tony Scott
  - 2003 : Mille mois de Faouzi Bensaïdi
  - 2004 : Agents secrets de Frédéric Schoendoerffer
  - 2004 : L'Exorciste : Au commencement de Renny Harlin
  - 2005 : Marock de Laïla Marrakchi
  - 2005 : Syriana de Stephen Gaghan
  - 2006 : Boukssasse Boutfounaste de Abdelillah Badr
  - 2006 : Babel de Alejandro Gonzalez Inarritu
  - 2006 : OSS 117 : Le Caire, nid d'espions de Michel Hazanavicius
  - 2006 : WWW. What A Wonderful World de Faouzi Bensaïdi
  - 2007 : Les Anges de Satan de Ahmed Boulane
  - 2008 : Casanegra de Nour-Eddine Lakhmari
  - 2010 : L'Italien de Olivier Baroux
  - 2010 : Kandisha de Jérôme Cohen-Olivar
  - 2011 : Contagion de Steven Soderbergh
  - 2012 : Syngué sabour. Pierre de patience de Atiq Rahimi
  - 2013 : Je voyage seule de Maria Sole Tognazzi
  - 2013 : Paris à tout prix de Reem Kherici
  - 2015 : Mission impossible : Rogue Nation de Christopher McQuarrie
  - 2015 : Nous trois ou rien de Kheiron
  - 2016 : A Hologram for the King de Tom Tykwer
  - 2016 : War Dogs de Todd Phillips

## D
- Haut – A
- B
- C
- D
- E
- F
- G
- H
- I
- J
- K
- L
- M
- N
- O
- P
- Q
- R
- S
- T
- U
- V
- W
- X
- Y
- Z

- Gorges du Dadès
  - 1977 : Jésus de Nazareth de Franco Zeffirelli

- Douar Beni Zeroual
  - 2006 : Wouja'e Trabe de Chafik Shimi et Redouane Kasmi

## E
- Haut – A
- B
- C
- D
- E
- F
- G
- H
- I
- J
- K
- L
- M
- N
- O
- P
- Q
- R
- S
- T
- U
- V
- W
- X
- Y
- Z

- El Hajeb :
  - 2006 : Wouja'e Trabe de Chafik Shimi et Redouane Kasmi

- El Jadida :
  - 1952 : Othello de Orson Welles
  - 1985 : Harem de Arthur Joffé
  - 1992 : L'Atlantide de Bob Swaim
  - 1995 : Arthur Rimbaud, l'homme aux semelles de vent téléfilm de Marc Rivière
  - 2006 : OSS 117 : Le Caire, nid d'espions de Michel Hazanavicius
  - 2012 : À perdre la raison de Joachim Lafosse

- El Kelaâ des Sraghna
  - 1987 : Gambit (de) téléfilm de Peter F. Bringmann (de)

- Erfoud
  - 1949 : Manon de Henri-Georges Clouzot
  - 1968 : Le Secret du Sahara court-métrage de Alberto Negrin
  - 1971 : La Poudre d'escampette de Philippe de Broca
  - 1990 : Opération Condor de Jackie Chan
  - 1992 : Le Voyage étranger de Serge Roullet
  - 1992 : L'Atlantide de Bob Swaim
  - 1994 : Highlander III d'Andy Morahan
  - 1996 : Marrakech (en) téléfilm de Michiel van Jaarsveld
  - 1998 : I giardini dell'Eden de Alessandro d'Alatri
  - 1999 : La Momie de Stephen Sommers
  - 2002 : Le Boulet de Alain Berberian
  - 2015 : 007 Spectre de Sam Mendes

- Errachidia
  - 1968 : Le Secret du Sahara court-métrage de Alberto Negrin
  - 1990 : Opération Condor de Jackie Chan

- Essaouira
  - 1927 : L'Occident de Henri Fescourt
  - 1952 : Othello de Orson Welles
  - 1961 : Le Trésor des hommes bleus de Edmond Agabra
  - 1964 : Cent mille dollars au soleil de Henri Verneuil
  - 1989 : Tacknamn Coq Rouge (en) de Per Berglund
  - 1990 : Nikolai Vavilov série TV d'Alexandre Prochkine
  - 1995 : Arthur Rimbaud, l'homme aux semelles de vent téléfilm de Marc Rivière
  - 1996 : Papa est un mirage téléfilm de Didier Grousset
  - 2002 : And Now... Ladies and Gentlemen... de Claude Lelouch
  - 2005 : Kingdom of Heaven de Ridley Scott
  - 2011 : Série TV Game of Thrones de David Benioff et D. B. Weiss

## F
- Haut – A
- B
- C
- D
- E
- F
- G
- H
- I
- J
- K
- L
- M
- N
- O
- P
- Q
- R
- S
- T
- U
- V
- W
- X
- Y
- Z

- Fès

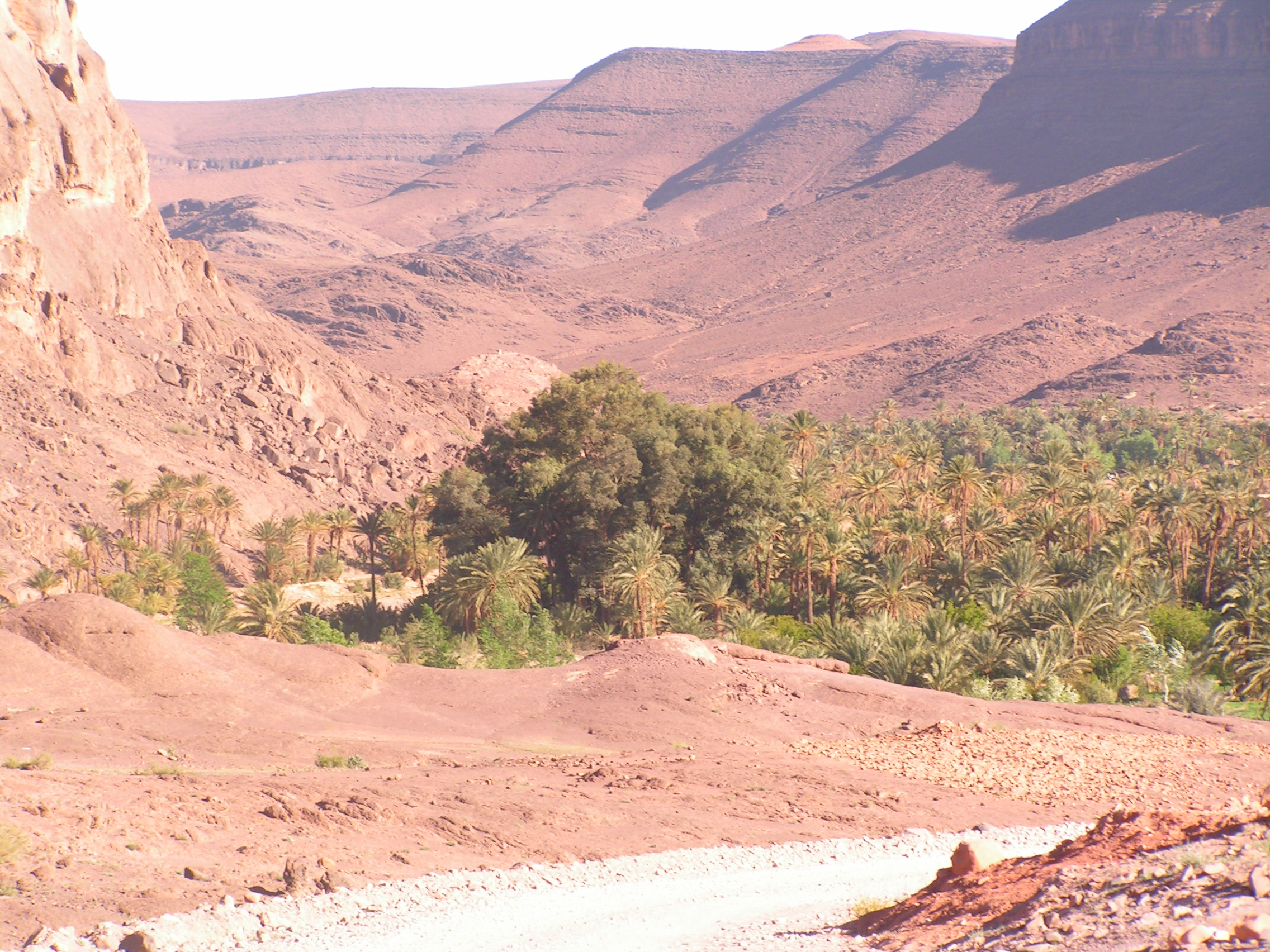
Oasis du Fint

  - 1922 : Les Hommes nouveaux de Édouard-Émile Violet et Émile-Bernard Donatien
  - 1924 : Les Fils du soleil de René Le Somptier
  - 1928 : Dans l'ombre du harem de André Liabel et Léon Mathot
  - 1946 : Serenade for Mariam de Norbert Gernolle
  - 1977 : Jésus de Nazareth de Franco Zeffirelli
  - 1985 : Le Diamant du Nil de Lewis Teague
  - 1989-1991 : Série télévisée Jolly Joker de Marco Serafini
  - 1992 : Le Voyage étranger de Serge Roullet
  - 1997 : David téléfilm de Robert Markowitz
  - 2002 : And Now... Ladies and Gentlemen... de Claude Lelouch
  - 2006 : Wouja'e Trabe de Chafik Shimi et Redouane Kasmi

- Oasis du Fint
  - 2002 : Les Quatre plumes de Shekhar Kapur
  - 2002 : Astérix et Obélix : mission Cléopâtre de Alain Chabat
  - 2006 : Indigènes de Rachid Bouchareb

## G
- Haut – A
- B
- C
- D
- E
- F
- G
- H
- I
- J
- K
- L
- M
- N
- O
- P
- Q
- R
- S
- T
- U
- V
- W
- X
- Y
- Z

- Goulimine
  - 1961 : Le Trésor des hommes bleus de Edmond Agabra
  - 1987 : Issue de secours de Thierry Michel

## H
- Haut – A
- B
- C
- D
- E
- F
- G
- H
- I
- J
- K
- L
- M
- N
- O
- P
- Q
- R
- S
- T
- U
- V
- W
- X
- Y
- Z

- Haut Atlas
  - 2016 : Mimosas : La Voie de l'Atlas d'Oliver Laxe[3]
- Hay Mohammadi
  - 1987 : Issue de secours de Thierry Michel

## I
- Haut – A
- B
- C
- D
- E
- F
- G
- H
- I
- J
- K
- L
- M
- N
- O
- P
- Q
- R
- S
- T
- U
- V
- W
- X
- Y
- Z

- Ifrane
  - 1997 : David téléfilm de Robert Markowitz
  - 2011 : Série TV Game of Thrones de David Benioff et D. B. Weiss

- Inezgane
  - 1987 : Issue de secours de Thierry Michel

## K
- Haut – A
- B
- C
- D
- E
- F
- G
- H
- I
- J
- K
- L
- M
- N
- O
- P
- Q
- R
- S
- T
- U
- V
- W
- X
- Y
- Z

- Kénitra
  - 1993 : La Règle de l'homme de Jean-Daniel Verhaeghe
  - 2001 : La Chute du faucon noir de Ridley Scott
  - 2006 : OSS 117 : Le Caire, nid d'espions de Michel Hazanavicius
  - 2010 : Green Zone de Paul Greengrass

- Ksar-es-Souk
  - 1949 : Manon de Henri-Georges Clouzot

## L
- Haut – A
- B
- C
- D
- E
- F
- G
- H
- I
- J
- K
- L
- M
- N
- O
- P
- Q
- R
- S
- T
- U
- V
- W
- X
- Y
- Z

- Laghouat
  - 1928 : Dans l'ombre du harem de André Liabel et Léon Mathot (Oasis de Laghouat)

## M
- Haut – A
- B
- C
- D
- E
- F
- G
- H
- I
- J
- K
- L
- M
- N
- O
- P
- Q
- R
- S
- T
- U
- V
- W
- X
- Y
- Z

- Marrakech
  - 1918 : Mektoub de Joseph Porphyre Pinchon
  - 1922 : Les Hommes nouveaux de Édouard-Émile Violet et Émile-Bernard Donatien
  - 1927 : L'Occident de Henri Fescourt
  - 1962 : Shéhérazade de Pierre Gaspard-Huit
  - 1964 : Cent mille dollars au soleil de Henri Verneuil
  - 1986 : Pour une poignée de diamants de Ruggero Deodato
  - 1987 : Gambit (de) téléfilm de Peter F. Bringmann (de)
  - 1990 : Opération Condor de Jackie Chan
  - 1995 : Arthur Rimbaud, l'homme aux semelles de vent téléfilm de Marc Rivière
  - 1998 : I giardini dell'Eden de Alessandro d'Alatri
  - 2003 : Mille mois de Faouzi Bensaïdi
  - 2004 : Alexandre de Oliver Stone
  - 2010 : Kandisha de Jérôme Cohen-Olivar
  - 2013 : Paris à tout prix de Reem Kherici
  - 2013 : Les Gamins de Anthony Marciano (Aéroport de Marrakech-Ménara)
  - 2015 : Mission impossible : Rogue Nation de Christopher McQuarrie

- Mehdia
  - 2001 : La Chute du faucon noir de Ridley Scott
  - 2006 : OSS 117 : Le Caire, nid d'espions de Michel Hazanavicius

- Meknès
  - 1924 : Les Fils du soleil de René Le Somptier
  - 1928 : Dans l'ombre du harem de André Liabel et Léon Mathot
  - 1970 : Patton de Franklin J. Schaffner
  - 1977 : Jésus de Nazareth de Franco Zeffirelli
  - 1985 : Le Diamant du Nil de Lewis Teague
  - 1992 : L'Atlantide de Bob Swaim
  - 1992 : Le Voyage étranger de Serge Roullet
  - 1997 : David téléfilm de Robert Markowitz
  - 2006 : Wouja'e Trabe de Chafik Shimi et Redouane Kasmi

- Merzouga
  - 1962 : Lawrence d'Arabie de David Lean
  - 2002 : Les Quatre plumes de Shekhar Kapur

- Mohammédia
  - 1961 : Le Trésor des hommes bleus de Edmond Agabra

- Moulay Bousselham
  - 1995 : Arthur Rimbaud, l'homme aux semelles de vent téléfilm de Marc Rivière

- Moulay Yacoub
  - 2002 : And Now... Ladies and Gentlemen... de Claude Lelouch

## O
- Haut – A
- B
- C
- D
- E
- F
- G
- H
- I
- J
- K
- L
- M
- N
- O
- P
- Q
- R
- S
- T
- U
- V
- W
- X
- Y
- Z

- Ouarzazate - Atlas Studios
  - 1962 : Lawrence d'Arabie de David Lean
  - 1964 : Cent mille dollars au soleil de Henri Verneuil
  - 1968 : Le Secret du Sahara court-métrage de Alberto Negrin
  - 1977 : Jésus de Nazareth de Franco Zeffirelli
  - 1985 : Le Diamant du Nil de Lewis Teague[4]
  - 1986 : Pour une poignée de diamants de Ruggero Deodato
  - 1990 : Un thé au Sahara de Bernardo Bertolucci
  - 1990 : Opération Condor de Jackie Chan
  - 1992 : L'Atlantide de Bob Swaim
  - 1995 : Arthur Rimbaud, l'homme aux semelles de vent téléfilm de Marc Rivière
  - 1997 : David téléfilm de Robert Markowitz
  - 1998 : I giardini dell'Eden de Alessandro d'Alatri
  - 2000 : Gladiator de Ridley Scott[4]
  - 2001 : Spy Game : Jeu d'espions de Tony Scott
  - 2002 : Astérix et Obélix : mission Cléopâtre de Alain Chabat
  - 2005 : Kingdom of Heaven de Ridley Scott[4]
  - 2011 : Série TV Game of Thrones de David Benioff et D. B. Weiss

## R
- Haut – A
- B
- C
- D
- E
- F
- G
- H
- I
- J
- K
- L
- M
- N
- O
- P
- Q
- R
- S
- T
- U
- V
- W
- X
- Y
- Z

- Rabat
  - 1922 : Les Hommes nouveaux de Édouard-Émile Violet et Émile-Bernard Donatien
  - 1924 : Les Fils du soleil de René Le Somptier
  - 1960 : Vers l'extase de René Wheeler
  - 1970 : Patton de Franklin J. Schaffner
  - 1993 : La Règle de l'homme de Jean-Daniel Verhaeghe
  - 2006 : OSS 117 : Le Caire, nid d'espions de Michel Hazanavicius
  - 2010 : Kandisha de Jérôme Cohen-Olivar
  - 2015 : Mission impossible : Rogue Nation de Christopher McQuarrie

- Ressani
  - 1992 : Le Voyage étranger de Serge Roullet

## S
- Haut – A
- B
- C
- D
- E
- F
- G
- H
- I
- J
- K
- L
- M
- N
- O
- P
- Q
- R
- S
- T
- U
- V
- W
- X
- Y
- Z

- Salé
  - 1987 : Issue de secours de Thierry Michel
  - 1993 : La Règle de l'homme de Jean-Daniel Verhaeghe
  - 2001 : La Chute du faucon noir de Ridley Scott
  - 2014 : American Sniper de Clint Eastwood

- Sidi Kacem :
  - 2006 : Wouja'e Trabe de Chafik Shimi et Redouane Kasmi

- Sidi Slimane :
  - 2006 : Wouja'e Trabe de Chafik Shimi et Redouane Kasmi

## T
- Haut – A
- B
- C
- D
- E
- F
- G
- H
- I
- J
- K
- L
- M
- N
- O
- P
- Q
- R
- S
- T
- U
- V
- W
- X
- Y
- Z

- Tafilalet :
  - 2006 : Wouja'e Trabe de Chafik Shimi et Redouane Kasmi

- Taliouine
  - 1934 : Itto de Jean Benoit-Levy et Marie Epstein

- Tanger
  - 1918 : Mektoub de Joseph Porphyre Pinchon
  - 1987 : Dernier été à Tanger de Alexandre Arcady
  - 1990 : Un thé au Sahara de Bernardo Bertolucci
  - 1992 : L'Atlantide de Bob Swaim
  - 2010 : Vous êtes tous des capitaines d'Oliver Laxe[5]
  - 2013 : Rock the Casbah de Laïla Marrakchi
  - 2015 : 007 Spectre de Sam Mendes

- Tan-Tan
  - 1987 : Issue de secours de Thierry Michel

- Tarnalta
  - 2002 : Astérix et Obélix : mission Cléopâtre de Alain Chabat

- Taroudant
  - 1962 : Tartarin de Tarascon de Francis Blanche et Raoul André
  - 1989 : Tacknamn Coq Rouge (en) de Per Berglund

- Tata
  - 1987 : Issue de secours de Thierry Michel

- Tifnit
  - 1987 : Issue de secours de Thierry Michel

- Tifoultoute
  - 1985 : Harem de Arthur Joffé

- Timdrissit
  - 2005 : Kingdom of Heaven de Ridley Scott

- Tinghir
  - 1964 : Cent mille dollars au soleil de Henri Verneuil (Gorges du Todra)

- Tiznit
  - 1989 : Tacknamn Coq Rouge (en) de Per Berglund

## V
- Haut – A
- B
- C
- D
- E
- F
- G
- H
- I
- J
- K
- L
- M
- N
- O
- P
- Q
- R
- S
- T
- U
- V
- W
- X
- Y
- Z

- Volubilis
  - 1970 : Patton de Franklin J. Schaffner
  - 1992 : Le Voyage étranger de Serge Roullet

## Z
- Haut – A
- B
- C
- D
- E
- F
- G
- H
- I
- J
- K
- L
- M
- N
- O
- P
- Q
- R
- S
- T
- U
- V
- W
- X
- Y
- Z

- Zagora
  - 1962 : Shéhérazade de Pierre Gaspard-Huit
  - 1990 : Un thé au Sahara de Bernardo Bertolucci
  - 2002 : Astérix et Obélix : mission Cléopâtre de Alain Chabat

- Zegouta
  - 2006 : Wouja'e Trabe de Chafik Shimi et Redouane Kasmi

## Sources
- L2TC.com - Lieux de tournages cinématographiques (site L2TC)
- Génériques des films